# Lara Arruabarrena

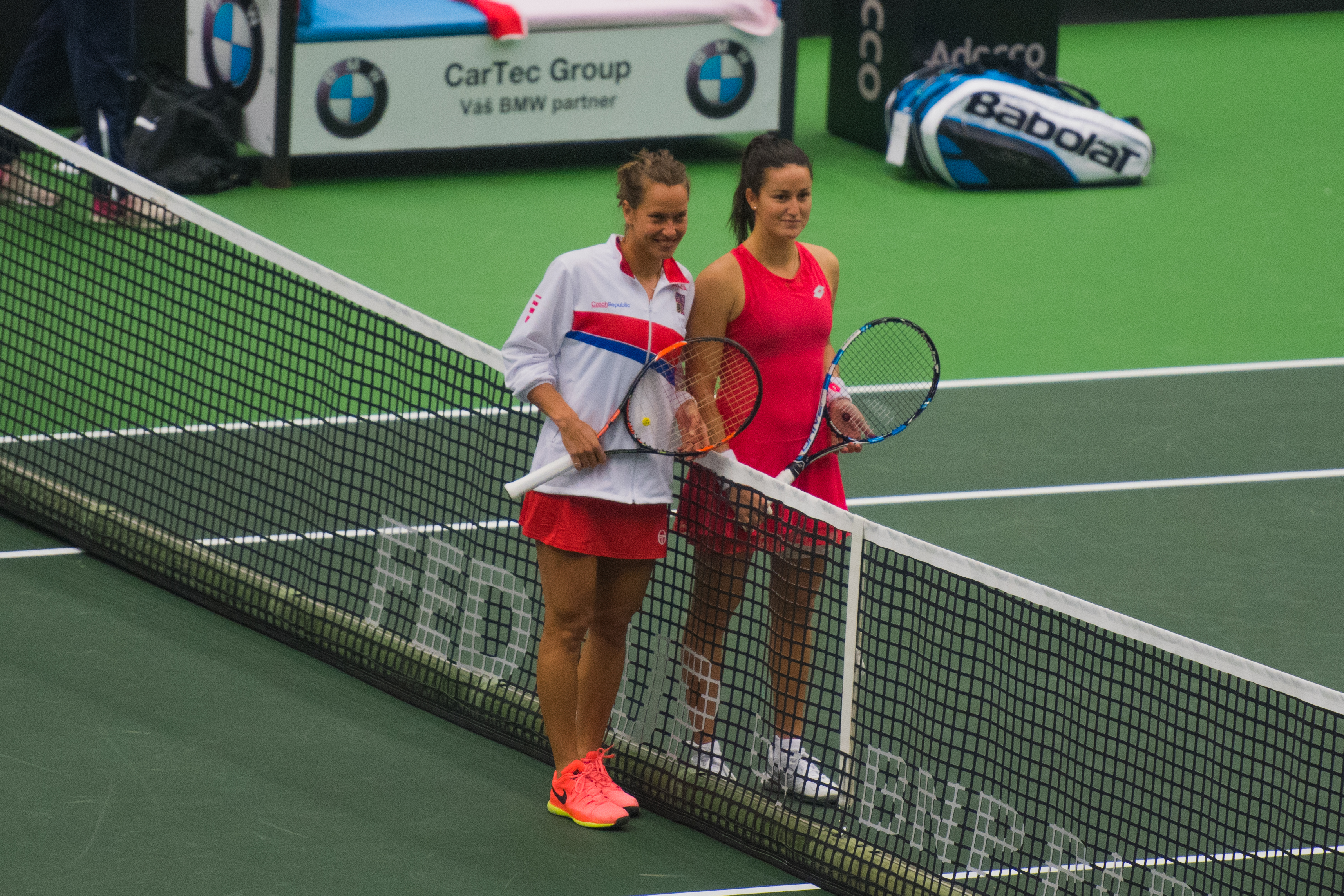
Arruabarrena (re) met Barbora Strýcová (li) op de Fed Cup 2017

Dit is een Spaanse naam; Arruabarrena is de vadernaam en Vecino is de moedernaam.
Lara Arruabarrena Vecino (Tolosa, 20 maart 1992) is een professioneel tennisspeelster uit Spanje (Baskenland). Zij behaalt haar beste resultaten op gravel.

## Loopbaan

### Enkelspel
In 2007 nam zij voor het eerst deel aan ITF-toernooien in Spanje en Frankrijk. In 2008 won zij haar eerste ITF-toernooi in Oviedo (Spanje).
Na elf gewonnen ITF-toernooien startte zij in 2011 op het WTA-circuit, met het bereiken van de kwartfinale op het WTA-toernooi van Marbella. In 2012 behaalde zij haar eerste WTA-titel in Bogota.

### Dubbelspel
In 2008 debuteerde zij op een dubbelspeltoernooi van de ITF, maar pas in 2009 begon zij meer toernooien te spelen. Haar eerste titel won zij in Mollerussa (Spanje), samen met landgenote Carla Roset Franco.
In 2011 speelde zij haar eerste WTA-toernooi in Palermo samen met landgenote Eva Fernández Brugués. In 2013 won zij haar eerste WTA-titel in Katowice, samen met landgenote Lourdes Domínguez Lino.

### Tennis in teamverband
In de periode 2015–2018 maakte Arruabarrena deel uit van het Spaanse Fed Cup-team – zij behaalde daar een winst/verlies-balans van 3–4.

## Posities op deWTA-ranglijst
Positie per einde seizoen:
| jaar | rang enkelspel | rang dubbelspel |
| ---- | -------------- | --------------- |
| 2008 | 725            | –               |
| 2009 | 458            | 495             |
| 2010 | 396            | 307             |
| 2011 | 167            | 176             |
| 2012 | 77             | 211             |
| 2013 | 100            | 106             |
| 2014 | 88             | 64              |
| 2015 | 86             | 31              |
| 2016 | 69             | 61              |
| 2017 | 84             | 78              |
| 2018 | 84             | 39              |
| 2019 | 157            | 52              |

## Palmares
| Legenda                 |
| ----------------------- |
| Grandslamtoernooi       |
| Olympische Spelen       |
| Year-End Championships  |
| Premier Mandatory       |
| Premier Five / WTA 1000 |
| Premier / WTA 500       |
| International / WTA 250 |
| Challenger / WTA 125    |

### WTA-finaleplaatsen enkelspel
| nr.              | finale     | toernooi   | ondergrond | tegenstandster            | score         |         |
| ---------------- | ---------- | ---------- | ---------- | ------------------------- | ------------- | ------- |
| gewonnen finales |            |            |            |                           |               |         |
| 1.               | 2012-02-19 | WTA Bogota | gravel     | Aleksandra Panova         | 6-2, 7-5      | details |
| 2.               | 2013-02-17 | WTA Cali   | gravel     | Catalina Castaño          | 6-3, 6-2      | details |
| 3.               | 2016-09-25 | WTA Seoel  | hardcourt  | Monica Niculescu          | 6-0, 2-6, 6-0 | details |
| verloren finales |            |            |            |                           |               |         |
| 1.               | 2017-04-15 | WTA Bogota | gravel     | Francesca Schiavone       | 4-6, 5-7      | details |
| 2.               | 2018-04-15 | WTA Bogota | gravel     | Anna Karolína Schmiedlová | 2-6, 4-6      | details |

### WTA-finaleplaatsen vrouwendubbelspel
| nr.              | finale     | toernooi          | ondergrond | partner                 | tegenstandsters                        | score             |         |
| ---------------- | ---------- | ----------------- | ---------- | ----------------------- | -------------------------------------- | ----------------- | ------- |
| gewonnen finales |            |                   |            |                         |                                        |                   |         |
| 1.               | 2013-04-14 | WTA Katowice      | gravel (i) | Lourdes Domínguez Lino  | Ioana Raluca Olaru Valerija Solovjeva  | 6-4, 7-5          | details |
| 2.               | 2014-04-13 | WTA Bogota        | gravel     | Caroline Garcia         | Vania King Chanelle Scheepers          | 7-6, 6-4          | details |
| 3.               | 2014-09-21 | WTA Seoel         | hardcourt  | Irina-Camelia Begu      | Mona Barthel Mandy Minella             | 6-3, 6-3          | details |
| 4.               | 2015-02-28 | WTA Acapulco      | hardcourt  | María Teresa Torró Flor | Andrea Hlaváčková Lucie Hradecká       | 7-6, 5-7, [13-11] | details |
| 5.               | 2015-09-27 | WTA Seoel         | hardcourt  | Andreja Klepač          | Kiki Bertens Johanna Larsson           | 2-6, 6-3, [10-6]  | details |
| 6.               | 2016-04-16 | WTA Bogota        | gravel     | Tatjana Maria           | Gabriela Cé Andrea Gámiz               | 6-2, 4-6, [10-8]  | details |
| 7.               | 2016-07-17 | WTA Gstaad        | gravel     | Xenia Knoll             | Annika Beck Jevgenia Rodina            | 6-1, 3-6, [10-8]  | details |
| 8.               | 2019-08-04 | WTA Karlsruhe     | gravel     | Renata Voráčová         | Han Xinyun Yuan Yue                    | 6-7, 6-4, [10-4]  | details |
| 9.               | 2019-09-22 | WTA Seoel         | hardcourt  | Tatjana Maria           | Hayley Carter Luisa Stefani            | 7-6, 3-6, [10-7]  | details |
| verloren finales |            |                   |            |                         |                                        |                   |         |
| 1.               | 2014-10-12 | WTA Japan (Osaka) | hardcourt  | Tatjana Maria           | Shuko Aoyama Renata Voráčová           | 1-6, 2-6          | details |
| 2.               | 2015-05-23 | WTA Neurenberg    | gravel     | Raluca Olaru            | Chan Hao-ching Anabel Medina Garrigues | 4-6, 6-7          | details |
| 3.               | 2015-07-26 | WTA Bad Gastein   | gravel     | Lucie Hradecká          | Danka Kovinić Stephanie Vogt           | 6-4, 4-6, [3-10]  | details |
| 4.               | 2015-08-08 | WTA Washington    | hardcourt  | Andreja Klepač          | Belinda Bencic Kristina Mladenovic     | 5-7, 6-7          | details |
| 5.               | 2015-10-18 | WTA Hongkong      | hardcourt  | Andreja Klepač          | Alizé Cornet Jaroslava Sjvedova        | 5-7, 4-6          | details |
| 6.               | 2018-07-22 | WTA Gstaad        | gravel     | Timea Bacsinszky        | Alexa Guarachi Desirae Krawczyk        | 6-4, 4-6, [6-10]  | details |

### Gewonnen ITF-toernooien enkelspel
| nr. | finale     | toernooi | dotatie   | ondergrond | tegenstandster in finale | score         |
| --- | ---------- | -------- | --------- | ---------- | ------------------------ | ------------- |
| 1.  | 2008-06-30 | Oviedo   | $ 10.000  | hardcourt  | Hermon Brhane            | 7-6, 6-4      |
| 2.  | 2009-04-20 | Torrent  | $ 10.000  | gravel     | Marta Marrero            | 6-2, 6-3      |
| 3.  | 2009-09-14 | Lleida   | $ 10.000  | gravel     | Diana Enache             | 6-3, 5-7, 6-2 |
| 4.  | 2009-10-19 | Sevilla  | $ 10.000  | gravel     | Neda Kozić               | 6-1, 6-2      |
| 5.  | 2010-05-03 | Badalona | $ 10.000  | gravel     | Yevgeniya Kryvoruchko    | 6-4, 6-3      |
| 6.  | 2010-11-01 | Mallorca | $ 10.000  | gravel     | Sandra Soler Sola        | 6-3, 6-3      |
| 7.  | 2010-11-08 | Mallorca | $ 10.000  | gravel     | Maria João Koehler       | 7-6, 6-3      |
| 8.  | 2010-11-22 | Vallduxo | $ 10.000  | gravel     | Nanuli Pipiya            | 7-5, 7-6      |
| 9.  | 2010-11-29 | Vinaròs  | $ 10.000  | gravel     | Cristina Dinu            | 6-2, 6-0      |
| 10. | 2011-02-07 | Mallorca | $ 10.000  | gravel     | Conny Perrin             | 6-1, 6-2      |
| 11. | 2011-03-07 | Madrid   | $ 10.000  | gravel     | Letícia Costas Moreira   | 6-4, 6-2      |
| 12. | 2014-08-17 | Bogota   | $ 100.000 | gravel     | Johanna Larsson          | 6-1, 6-3      |

### Gewonnen ITF-toernooien dubbelspel
| nr. | finale     | toernooi           | dotatie   | ondergrond | partner                 | tegenstandsters in finale                 | score            |
| --- | ---------- | ------------------ | --------- | ---------- | ----------------------- | ----------------------------------------- | ---------------- |
| 1.  | 2009-08-31 | Mollerussa         | $ 10.000  | hardcourt  | Carla Roset Franco      | Tatiana Búa Inés Ferrer Suárez            | 6-3, 2-6, [10-6] |
| 2.  | 2009-11-23 | Vallduxo           | $ 10.000  | gravel     | Amanda Carreras         | Yera Campos Molina Sandra Soler Sola      | 6-4, 3-6, [11-9] |
| 3.  | 2010-06-28 | Mont-de-Marsan     | $ 25.000  | gravel     | Inés Ferrer Suárez      | Nadija Kitsjenok Constance Sibille        | 6-4, 6-1         |
| 4.  | 2010-10-04 | Madrid             | $ 50.000  | gravel     | María Teresa Torró Flor | Irina-Camelia Begu Elena Bogdan           | 6-4, 7-5         |
| 5.  | 2010-11-01 | Mallorca           | $ 10.000  | gravel     | Inés Ferrer Suárez      | Maria João Koehler Avgusta Tsybysjeva     | 7-5, 6-2         |
| 6.  | 2011-09-05 | Biella             | $ 100.000 | gravel     | Jekaterina Ivanova      | Janette Husárová Renata Voráčová          | 6-3, 0-6, [10-3] |
| 7.  | 2011-10-17 | Sevilla            | $ 25.000  | gravel     | Estrella Cabeza Candela | Letícia Costas Moreira Inés Ferrer Suárez | 6-4, 6-4         |
| 8.  | 2014-08-17 | Bogota             | $ 100.000 | gravel     | Florencia Molinero      | Melanie Klaffner Patricia Mayr-Achleitner | 6-2, 6-0         |
| 9.  | 2019-10-12 | Riba-roja de Túria | $ 25.000  | gravel     | Sara Errani             | Marie Benoît Ioana Loredana Roșca         | 3-6, 6-4, [10-8] |

## Resultaten grote toernooien
| Legenda | Legenda                          |
| ------- | -------------------------------- |
| g.t.    | geen toernooi gehouden           |
| l.c.    | lagere categorie                 |
| –       | niet deelgenomen                 |
| G       | uitgeschakeld in de groepsfase   |
| 1R      | uitgeschakeld in de eerste ronde |
| 2R      | uitgeschakeld in de tweede ronde |
| 3R      | uitgeschakeld in de derde ronde  |
| 4R      | uitgeschakeld in de vierde ronde |
| KF      | uitgeschakeld in de kwartfinale  |
| HF      | uitgeschakeld in de halve finale |
| F       | de finale verloren               |
| W       | het toernooi gewonnen            |
| w-v     | winst/verlies-balans             |

### Enkelspel
| toernooi            | 2012 | 2013 | 2014 | 2015 | 2016 | 2017 | 2018 | 2019 |
| ------------------- | ---- | ---- | ---- | ---- | ---- | ---- | ---- | ---- |
| grandslamtoernooien |      |      |      |      |      |      |      |      |
| Australian Open     | –    | 1R   | 1R   | 2R   | 2R   | 1R   | 2R   | 1R   |
| Roland Garros       | 1R   | –    | –    | 1R   | 1R   | 1R   | 2R   | –    |
| Wimbledon           | –    | 1R   | –    | 2R   | 2R   | 1R   | 2R   | –    |
| US Open             | 2R   | 1R   | –    | 1R   | 1R   | 1R   | 2R   | –    |
| Premier Mandatory   |      |      |      |      |      |      |      |      |
| Indian Wells        | –    | 4R   | –    | 2R   | –    | 1R   | 2R   |      |
| Miami               | –    | –    | –    | –    | –    | 4R   | 1R   |      |
| Madrid              | 1R   | –    | 2R   | 1R   | 1R   | 3R   | 2R   |      |
| Peking              | 2R   | –    | –    | 2R   | 1R   | 2R   | –    |      |
| Premier Five        |      |      |      |      |      |      |      |      |
| Dubai/Doha          | –    | –    | –    | –    | –    | 1R   | –    | 1R   |
| Rome                | –    | –    | –    | –    | –    | –    | –    |      |
| Montreal/Toronto    | –    | –    | –    | –    | –    | 1R   | –    |      |
| Cincinnati          | –    | –    | –    | –    | –    | –    | –    |      |
| Tokio/Wuhan         | –    | –    | –    | –    | –    | –    | –    |      |
| olympisch           |      |      |      |      |      |      |      |      |
| Olympische Spelen   | –    | g.t. | g.t. | g.t. | –    | g.t. | g.t. | g.t. |
| statistieken        |      |      |      |      |      |      |      |      |
| titels per jaar     | 1    | 1    | 0    | 0    | 1    | 0    | 0    |      |
| eindejaarsranking   | 77   | 100  | 88   | 86   | 69   | 84   | 84   | 157  |

### Vrouwendubbelspel
| toernooi        | 2013 |    | 2015 | 2016 | 2017 | 2018 | 2019 |
| --------------- | ---- | -- | ---- | ---- | ---- | ---- | ---- |
| Australian Open | 1R   | 2R | 1R   | 1R   | 2R   | 1R   |      |
| Roland Garros   | –    | 2R | 1R   | 1R   | KF   | –    |      |
| Wimbledon       | 1R   | 2R | 1R   | 2R   | 2R   | –    |      |
| US Open         | –    | KF | 2R   | 2R   | 1R   | 1R   |      |

### Gemengd dubbelspel
| Toernooi        | 2015 | 2016 |
| --------------- | ---- | ---- |
| Australian Open | –    | 1R   |
| Roland Garros   | –    | –    |
| Wimbledon       | 1R   | –    |
| US Open         | –    | –    |